# This I Promise You
This I Promise You è un singolo della boy band statunitense NSYNC, pubblicato il 10 ottobre 2000 come quarto e ultimo estratto dal loro quarto album No Strings Attached.
La canzone è stata scritta e prodotta da Richard Marx, che realizzò nel suo stile, una ballata romantica, cantata principalmente da JC Chasez e Justin Timberlake.

## Tracce
CD Maxi Pt.1
1. This I Promise You (Album Version) – 4:43
2. I Thought She Knew – 3:20
3. It's Gonna Be Me (Maurice Joshua Remix - Radio Edit) – 4:11

CD Maxi Pt.2
1. This I Promise You (Radio Edit) – 4:26
2. This I Promise You (Hex Hector Radio Mix) – 3:57
3. Yo te voy a amar – 4:26
4. This I Promise You (Hex Hector Club Mix) – 9:10

### Remix ufficiali
- This I Promise You [Album Version] 4:44
- This I Promise You [Radio Edit] 4:28
- This I Promise You [Hex Hector Radio Mix] 3:58
- This I Promise You [Hex Hector Extended Remix] 9:08
- Yo Te Voy A Amar (Spanish) 4:31
- This I Promise You / Yo Te Voy A Amar (Spanish and English) 4:31

## Classifiche

### Classifiche settimanali
| Classifica (2000-01) | Posizione massima |
| -------------------- | ----------------- |
| Australia            | 42                |
| Belgio (Fiandre)     | 43                |
| Belgio (Vallonia)    | 68                |
| Germania             | 37                |
| Irlanda              | 36                |
| Nuova Zelanda        | 32                |
| Paesi Bassi          | 80                |
| Regno Unito          | 21                |
| Stati Uniti          | 5                 |
| Svezia               | 12                |
| Svizzera             | 40                |

### Classifiche di fine anno
| Classifica (2001) | Posizione |
| ----------------- | --------- |
| Svezia            | 95        |